# Grisen Skrikers Sista EP
Grisen Skrikers Sista EP kom ut 1979 på Silence Records. Den innehåller fyra låtar och blev, precis som skivan heter, gruppens sista EP.

## Låtarna på albumet
1. En öl till
2. Plast
3. Vi ska visa dom
4. Vår tids folkmusik